# Batalha de Pichincha

Independência da América Espanhola
em vermelho os territórios reais.

A Batalha de Pichincha ocorreu em 24 de maio de 1822, no sopé do vulcão Pichincha, a mais de 3 000 metros de altitude, nos arredores da cidade de Quito, Equador.
O encontro, que ocorreu no contexto da Independência da América Espanhola, foi entre o exército separatista sob o comando do General Venezuelano Antonio José de Sucre e o exército real comandado por Aymerich. A derrota das forças reais leais à Espanha levou à libertação de Quito e assegurou a independência das províncias que pertenciam à Real Audiência de Quito, também conhecida como a Presidência de Quito, a jurisdição administrativa colonial espanhola de qual finalmente surgiu a República do Equador.

## Antecedentes
Poderia afirmar-se que a campanha militar pela independência da Presidência de Quito iniciou-se em 9 de outubro de 1820, quando a cidade costeira de Guayaquil proclamou sua independência em relação à Espanha depois de uma rápida e quase incruenta revolta contra a guarnição local. Os líderes da revolta, uma combinação de oficiais peruanos e venezuelanos do Exército colonial junto de intelectuais locais e patriotas, formaram um conselho de governo e um exército com o propósito de defender a cidade e estender o movimento separatista a outras províncias da Presidência.
Para então, o curso das guerras de independência na América do Sul havia sido alterado contra a Espanha; a vitória de Simón Bolívar na Batalha de Boyacá selou a independência do Vice-Reino da Nova Granada, enquanto que no Sul José de San Martín, após o desembarque com seu exército na costa peruana em setembro de 1820, preparava a campanha para a independência do Vice-Reino do Peru.

### Primeiras campanhas na Real Audiência de Quito
A primeira campanha se iniciou em 1820. O governo separatista de Guayaquil formou um exército de homens locais, de cerca de 1800 soldados, e em novembro enviou-os para a região serrana, com o propósito de somar adeptos à causa separatista. Depois de alguns êxitos iniciais, como a declaração de independência de Cuenca em 3 de novembro de 1820, os separatistas sofreram uma grave derrota ante o exército real na Batalha de Huachi, proximidades de Ambato, o que os obrigaram a retornar às regiões costeiras.
Em fevereiro de 1821 Guayaquil já havia recebido reforços, armas e provisões por parte de Bolívar, que até então era Presidente da República da Colômbia. Em maio do mesmo ano, o general de brigada Antonio José de Sucre, Comandante-chefe da Divisão Sul do exército colombiano e o subordinado de maior confiança de Bolívar, chegou em Guayaquil. Ele devia assumir a direção do exército Patriota, e começar as operações visando a libertação da cidade de Quito e todo o território da Real Audiência de Quito. O objetivo político de Bolívar era incorporar todas as províncias da Real Audiência, inclusive Guayaquil, à Colômbia. Guayaquil, por sua parte, não havia decidido se incorpora-se-ia ao Peru ou à Colômbia, e muitos de seus cidadãos queriam estabelecer sua própria República. O avanço de Sucre através dos Andes começou em junho de 1821. Como na primeira campanha, depois de alguns sucessos iniciais, Sucre foi vencido pelo exército Real em 12 de setembro, coincidentemente no mesmo local onde ocorreu a Batalha de Huachi. Esta segunda campanha terminou com um armistício entre os separatistas e os conservadores reais em 19 de novembro de 1821.

## Ordem de batalha patriota

### Exército Libertador de Colombia
| Estado Maior do exército - General Antonio José de Sucre, comandante-chefe do exército Oficiais - Coronel Antonio Morales, chefe do Estado Maior - Tenente-coronel Daniel Florencio O'Leary, ajudante-de-ordens do Estado Maior |

## Planejamento

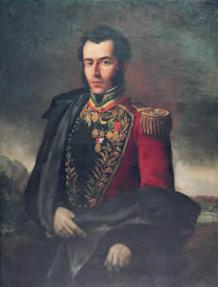
O marechal-de-campo de Ayacucho Antonio José de Sucre.

### Aproximação a Quito

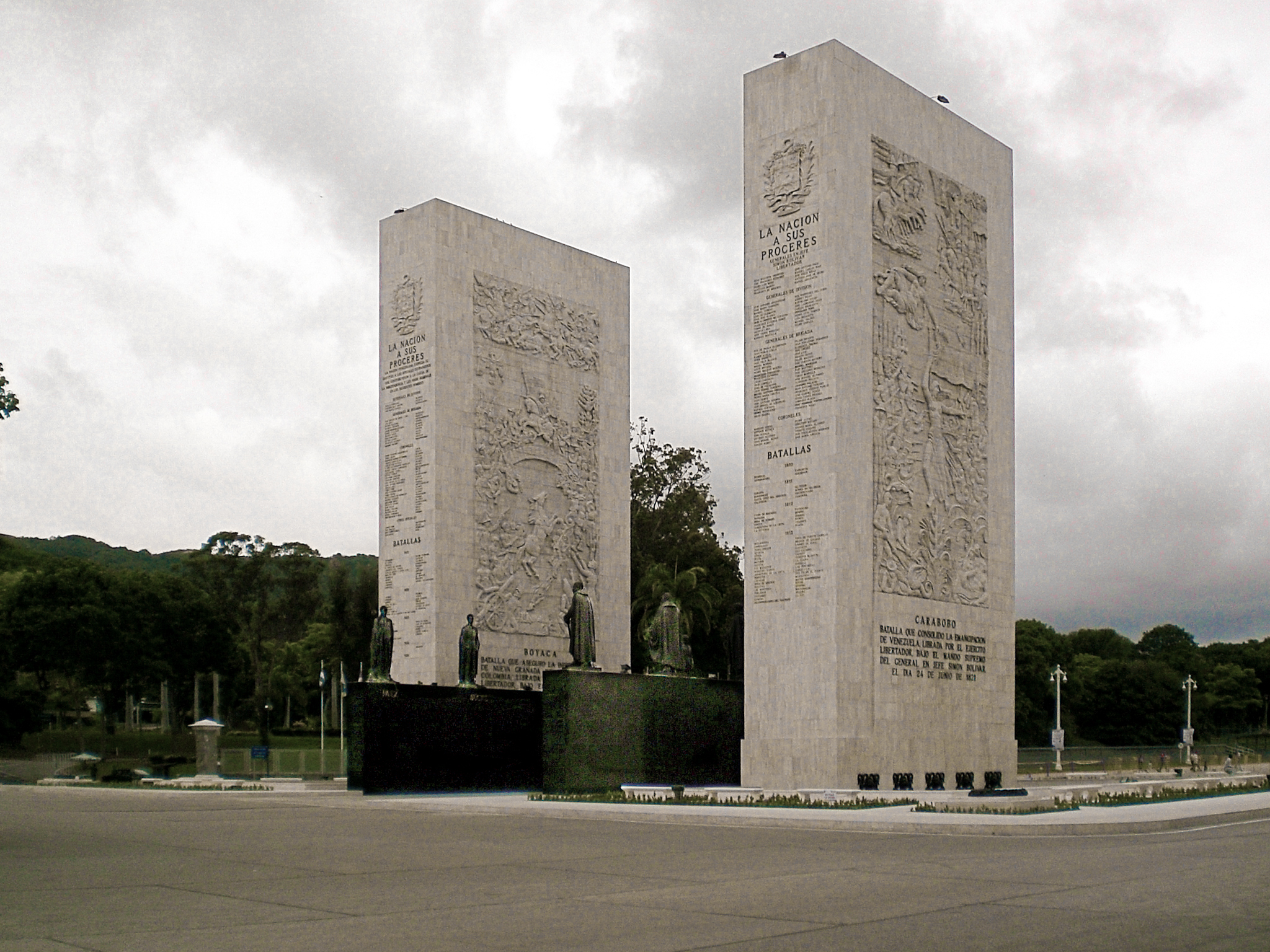
Monumento da Nação a seus Heróis. No Paseo Los Próceres existem fontes, escadas, calçadas e muros, além de estátuas dos principais heróis da independência da América Latina.

## Desenvolvimento da batalha

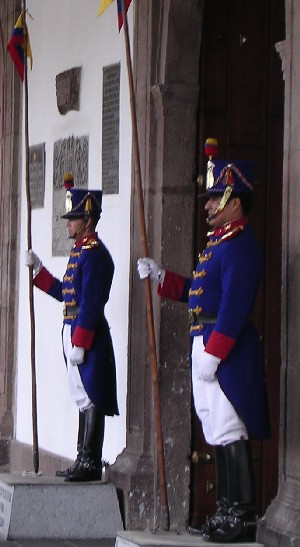
O uniforme dos granadeiros, atualmente propriedade de honra do palácio presidencial de Quito.